# Karel van den Abeele
Karel (of Carolus) van den Abeele (Broekburg, 3 mei 1691 – Gent, 1746) was een Vlaamse jezuïet en hoogleraar in de wijsbegeerte en godgeleerdheid in Antwerpen en in Gent.

## Publicaties
Zijn talrijke ascetische werkjes, ook afzonderlijk uitgegeven, werden verzameld onder de algemene titel: Seventhien gheestelycke werckjes tot betreffinge van de volmaekste liefde tot de H. Dryvuldigheyt, tot J.C., tot de H. Moeder Gods, tot den naesten, ende van de volmaekste hoop en 't kloeckste betrouwen, ende andere deugden, enz. Tweede druk, T' Antwerpen, 1765, 3 dln..
In 1771 verscheen: Vierde ende laetste deel van 23 geestel. werkjes in 't Vlaemsch gemaekt door P. Carolus van den Abeele, S.J.